# Массовое убийство в Сонгми
Ма́ссовое уби́йство в Сонгми́ или Резня в Ми Лае (вьет. Thảm sát Sơn Mỹ) — военное преступление, совершённое солдатами армии США в деревенской общине Сонгми (вьет. Sơn Mỹ), округ Сонтинь провинции Куангнгай в Южном Вьетнаме, которое получило мировую известность в 1969 году в ходе войны во Вьетнаме. Как стало известно, годом ранее военнослужащие Армии США совершили массовое убийство гражданского населения деревень Милай, Биньтэй и Микхе (Михэ), убив 504 мирных жителя, из них 210 детей: 50 — до трёх лет, 69 — от четырёх до семи лет, 91 — от восьми до двенадцати лет. Многие жертвы перед убийством были подвергнуты пыткам, а женщины — групповым изнасилованиям. Преступление вызвало возмущение мировой общественности и стало одним из самых известных и символичных событий войны во Вьетнаме. Только один военнослужащий (Уильям Келли) был признан американским судом виновным, но, проведя три с половиной года под домашним арестом, был помилован.

## История

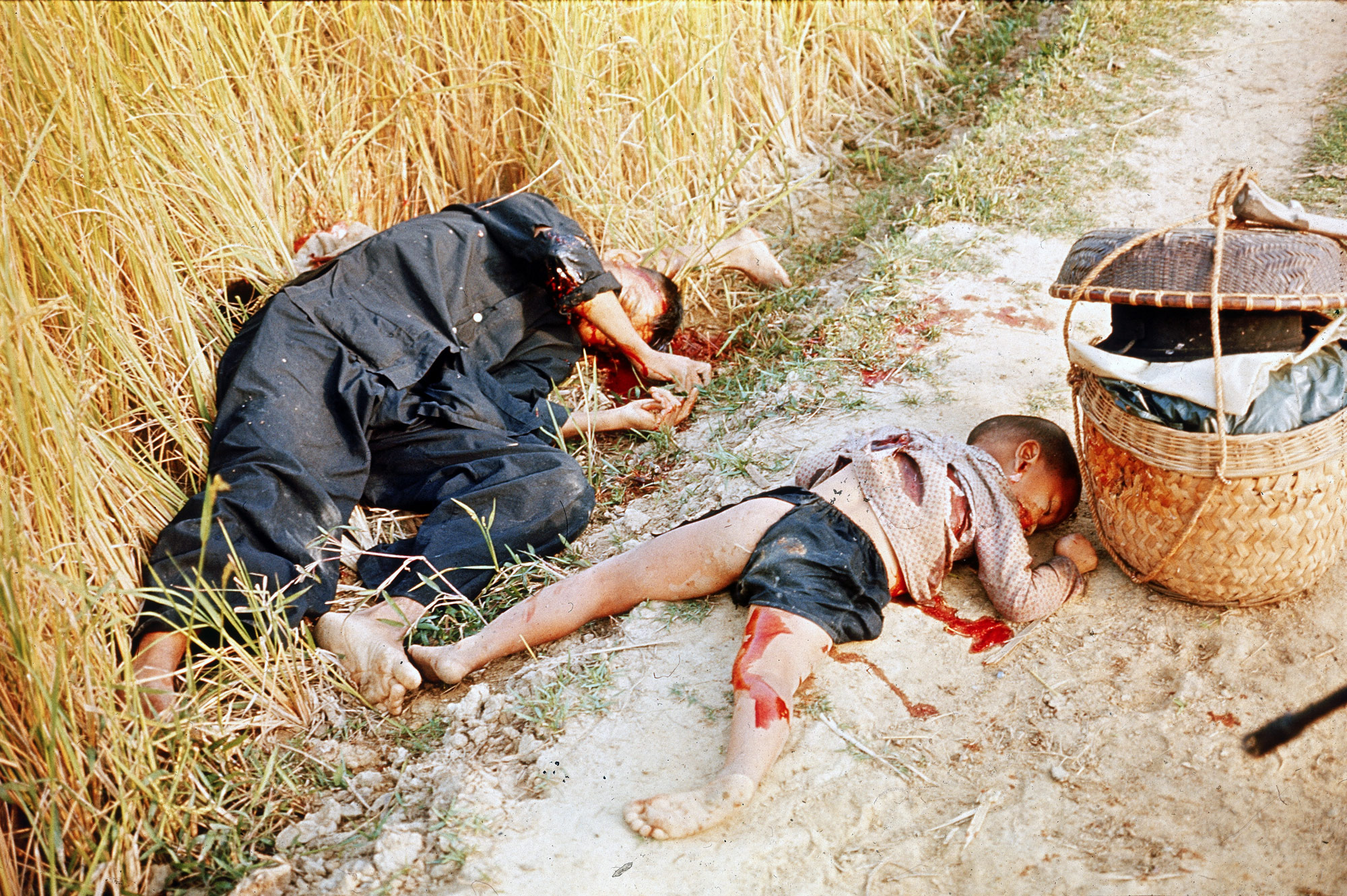
Трупы мужчины и ребёнка в общине Сонгми

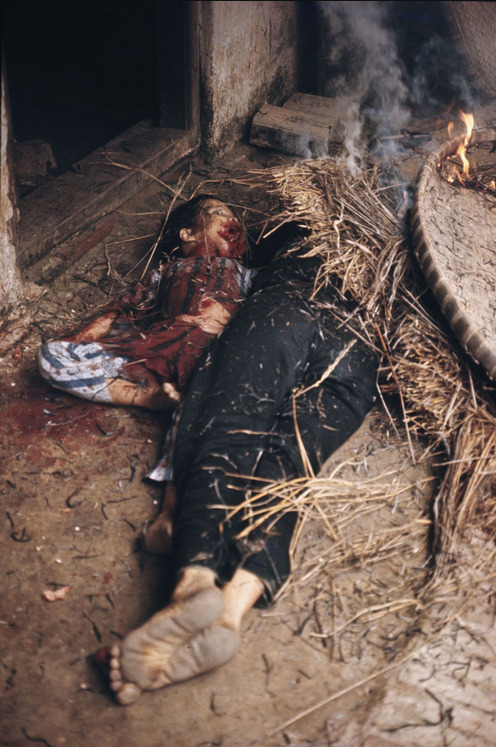
Труп ребёнка и неопознанный труп

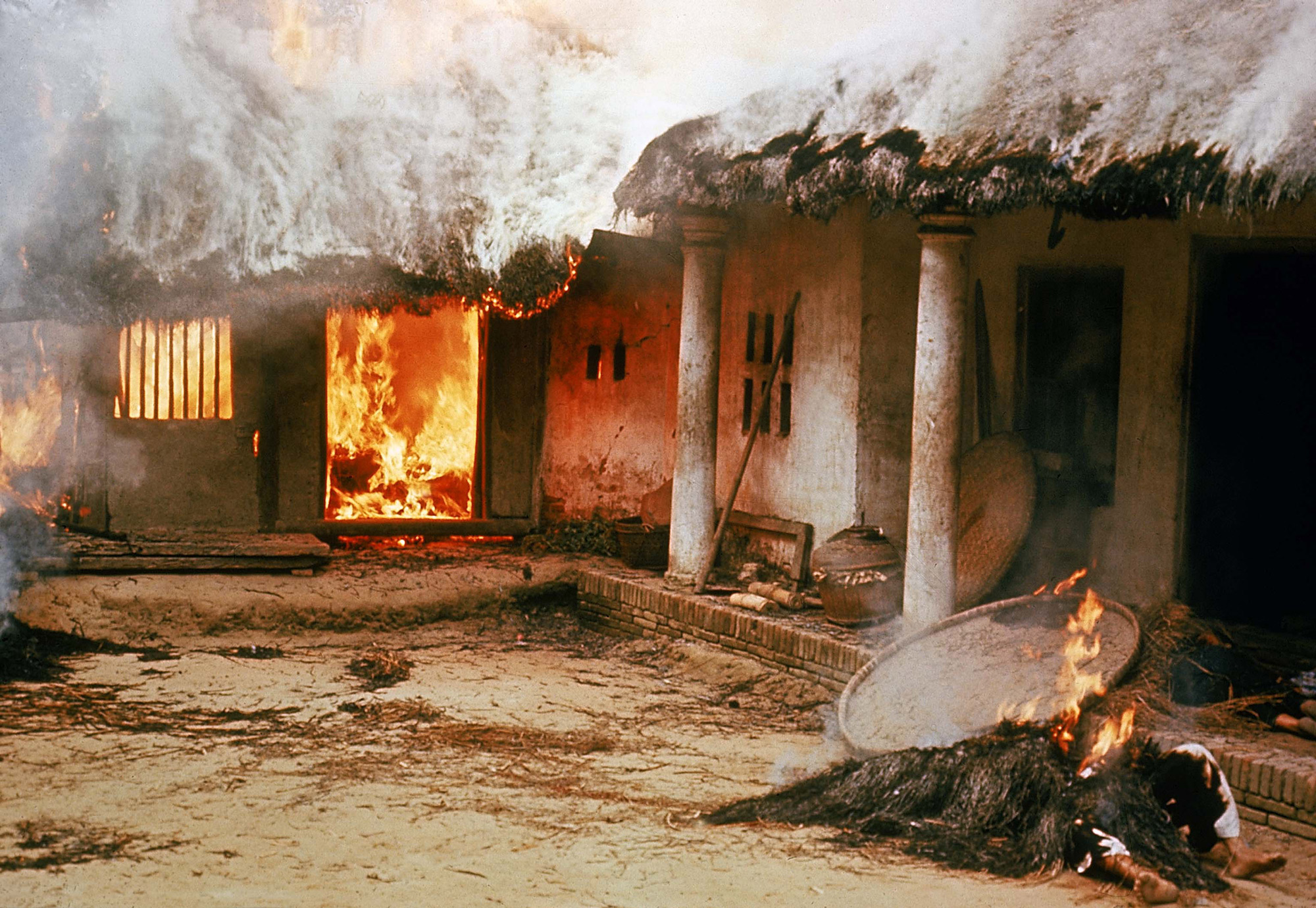
Горящий дом и трупы возле него

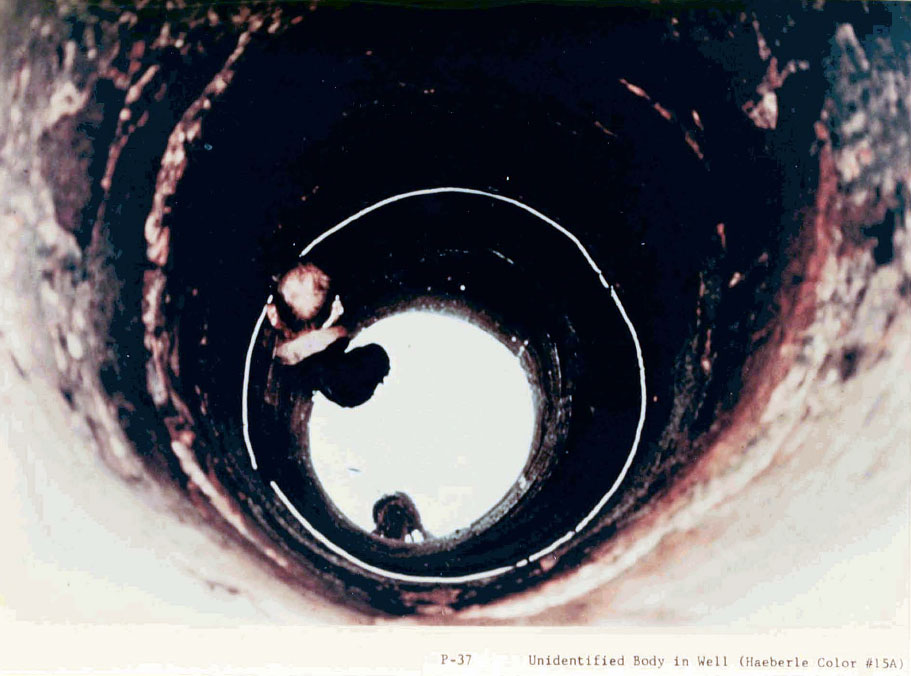
Труп, сброшенный в колодец

Во время войны во Вьетнаме вооружённые силы США столкнулись с сильнейшим противодействием со стороны вьетнамских партизан, поддерживаемых местным населением. Американское командование стало рассматривать каждую южновьетнамскую деревню как опорный пункт партизан и стало применять тактику их полного уничтожения.
Во время Тетского наступления (январь—февраль 1968 года) военные акции в провинции Куангнгай осуществлял 48-й батальон НФОЮВ (Национальный фронт освобождения Южного Вьетнама, также известный как Вьетконг). Силы союзников в этом районе, после ухода отсюда южнокорейских войск, представляла оперативная группа «Баркер» (TF Barker, подразделения 11-й лёгкой пехотной бригады 23-й пехотной дивизии «Америкал»), проводившая здесь продолжительную операцию «Muscatine». Бригада была переброшена во Вьетнам в конце 1967 года; большинство её подразделений ещё не успели принять участие в крупных боевых действиях.
К концу 1967 года в провинции Куангнгай американскими военными для лишения партизан продовольственной базы были уничтожены большинство дамб, с помощью которых жители выращивали рис. Около 140 тыс. человек стали бездомными.
В середине марта 1968 года командование оперативной группировки «Баркер» получило развединформацию о том, что штаб и некоторые подразделения 48-го батальона НФОЮВ располагаются в деревенской общине Сонгми (этот район американцы называли «Пинквилль»). Была спланирована операция по уничтожению штаба, которой придавалось большое значение, так как 48-й батальон до сих пор успешно избегал прямого боя с американскими частями. Согласно замыслу командования, рота С («Чарли») 1-го батальона 20-го пехотного полка под командованием капитана Эрнеста Медины должна была высадиться с вертолётов западнее общины, другая рота — блокировать общину с севера, а третья — в случае необходимости усилить роту C, либо высадиться в другом месте. До этого момента рота C занималась лишь патрулированием и организацией засад, в ходе чего успела понести потери, преимущественно безответные, от ловушек и мин. 14 марта рота потеряла уважаемого солдатами штаб-сержанта Джорджа Кокса. На поминальной службе по нему капитан Медина произнёс речь, общий смысл которой сводился к необходимости отомстить противнику.
Перед операцией солдаты были проинструктированы, что населённый пункт занят противником, готовым оказать ожесточённое сопротивление, присутствия мирного населения не ожидается. По неизвестным каналам была получена информация о том, что мирные жители деревни утром отправляются на рынок, поэтому деревня будет пуста. Для солдат роты C это должно было стать первым серьёзным сражением и возможностью отомстить за павших товарищей. Медина также распорядился сжечь все постройки, убить скот и уничтожить посевы для предотвращения использования всего этого противником.
Операция началась утром 16 марта 1968 года. После пятиминутного подготовительного артиллерийского обстрела рота С была высажена с вертолётов возле Милай-4. Как оказалось, в деревне не было ни одного солдата противника (небольшое подразделение ополченцев, находившееся в Милай, покинуло деревню сразу после начала высадки). Тем не менее, солдаты открыли огонь по жителям деревни, работавшим на рисовых полях. Около 8 часов рота начала наступление на деревню, ведя беспрерывный огонь. В деревне солдаты роты начали забрасывать хижины гранатами и расстреливать их жителей из автоматического оружия. Группы беглецов, прятавшихся в придорожных канавах, расстреливались из автоматического оружия. Группа из 50 крестьян, прятавшихся в яме в дальнем конце деревни, была расстреляна по приказу командира 1-го взвода лейтенанта Уильяма Келли. Позднее были убиты около 100 пленных, которых солдаты захватили в деревне. То же самое было произведено в соседней деревне Биньтэй.
В убийствах принимали участие далеко не все военнослужащие роты. Многие остались в стороне, один солдат выстрелил себе в ногу, чтобы его эвакуировали санитарным вертолётом. Из 100 американских солдат, вошедших в деревню, в убийствах участвовали 30 человек. Пилот наблюдательного вертолёта роты B 123-го авиационного батальона Хью Томпсон, наблюдавший события с воздуха, посадил свой OH-23 между группой скрывавшихся в самодельном бомбоубежище вьетнамских крестьян и намеревавшимися убить их американскими солдатами. Томпсон приказал бортстрелку и бортинженеру открыть огонь по американским пехотинцам, если те попытаются убить вьетнамцев. Потом Томпсон вызвал вертолёты для эвакуации раненых вьетнамцев (было эвакуировано 11 человек, ещё один ребёнок был подобран в оросительной канаве, где лежали мёртвые и умирающие).
Тем временем рота B («Браво») 4-го батальона 3-го пехотного полка высадилась с другой стороны Сонгми. Один из её взводов при этом потерял 1 человека убитым и 7 ранеными от мин или ловушек. Другой взвод этого батальона вошёл в деревушку Микхе-4, ведя огонь по всему, что движется, и закидывая обнаруженные укрытия гранатами. Здесь также были убиты мирные крестьяне (вероятно, до 90 человек), хотя, согласно докладу комиссии Пирса, убийства не вылились в целенаправленное уничтожение.

## Расследование и суд
Неясные слухи о совершённом преступлении распространились среди американских солдат во Вьетнаме. В марте 1969 года Рональд Райденаур, слышавший истории о преступлении во время своей службы во Вьетнаме, демобилизовался и отправил письма с описанием того, что было ему известно, президенту Никсону, в Пентагон, Госдепартамент и многим конгрессменам. Его письма почти нигде не вызвали какой-либо реакции, однако ему удалось привлечь внимание конгрессмена Морриса Оделла, позиция которого в конце концов привела к началу нового расследования.
Собранных улик оказалось достаточно, чтобы отозвать лейтенанта Уильяма Келли из Вьетнама и в сентябре предъявить ему обвинение в убийстве мирных жителей. Новость прошла практически незамеченной СМИ, и сами события в Сонгми оставались неизвестными широкой общественности до 12 ноября 1969 года, когда независимый журналист Сеймур Херш сообщил, что Келли обвинён по делу об убийстве 109 мирных вьетнамцев. Это сообщение стало сенсацией, подхваченной всеми ведущими американскими СМИ. После этого расследование и суд стало невозможно скрыть от общественности. Широкую известность получили снимки военного фотографа Рональда Хэберли, бывшего свидетелем преступления.
Расследованием занималась комиссия во главе с генерал-лейтенантом Уильямом Пирсом, бывшим командиром 4-й пехотной дивизии и 1-го полевого корпуса во Вьетнаме. В течение четырёх месяцев работы комиссия Пирса допросила около 400 человек. В её докладе было рекомендовано привлечь к уголовной ответственности десятки военных, виновных в изнасилованиях, убийствах и заговоре с целью сокрытия истины. Первоначально по делу Сонгми проходили 80 американских военнослужащих. Из них 25 были предъявлены обвинения. Перед военным трибуналом предстали всего 6 человек, все они были оправданы, за исключением Уильяма Келли. В ходе суда над Келли его защита основывалась на том, что лейтенант выполнял приказ командира, хотя так и не удалось установить, действительно ли капитан Медина отдавал явное распоряжение уничтожить мирных жителей. 29 марта 1971 года Келли был признан виновным в убийстве 22 человек и приговорён к пожизненным каторжным работам. Через 3 дня по особому распоряжению президента Никсона он был переведён из тюрьмы под домашний арест в Форт-Беннинге (Джорджия). Срок его заключения несколько раз уменьшался, пока в ноябре 1974 года он не был помилован и освобождён.
Степень ответственности капитана Медины не была установлена. Сам он утверждал, что находился на краю деревни и не знал о происходящем; когда он вошёл в деревню около 10 часов утра, увидел тела погибших и приказал прекратить огонь, было уже поздно. Некоторые свидетели показывали, что в действительности Медина вошёл в деревню ближе к 9 часам, когда убийства ещё продолжались.
Американская общественность отнеслась к делу Келли крайне неоднозначно. Некоторые считали, что из него сделали «козла отпущения», оправдав остальных участников резни, виновных не в меньшей степени. Другие воспринимали Келли как героя, пострадавшего от армейской бюрократии. В Белый Дом были направлены тысячи телеграмм в его поддержку, а законодательные органы нескольких штатов приняли резолюции с призывом проявить к Келли снисходительность. Согласно опросу компании Opinion Reasearch Corporation в апреле 1971 года, 78 % американцев негативно восприняли решение суда, 51 % считали, что президент Никсон должен помиловать Келли, а 28 % — сократить ему срок заключения.

Министр обороны США Мелвин Лэйрд предупредил президента Никсона, что массовое убийство в Сонгми «может поставить наше правительство в весьма сложное положение» и будет «лить воду на мельницу пацифистов». Госсекретарь США Генри Киссинджер предложил: 
«Необходимо, чтобы министр обороны продемонстрировал негодование, чтобы он проявил себя голубем и сразу же организовал военный трибунал. Надо доказать, что мы сразу же отреагировали и устранили паршивую овцу, только таким образом можно снизить давление со стороны общественности».
 Никсон назвал массовое убийство в Сонгми «единичным инцидентом».

## Вмешательство

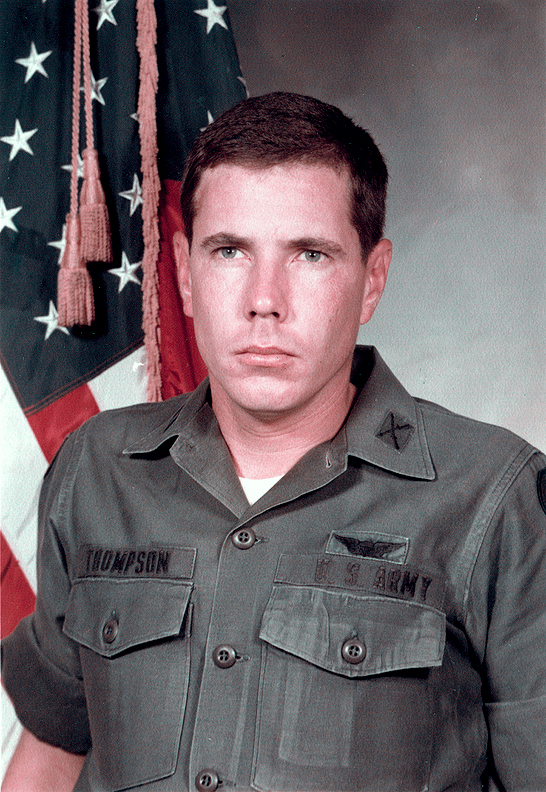
Хью Томпсон-младший — пилот вертолёта, остановивший резню

Экипаж наблюдательного вертолёта OH-23:
- Уоррент-офицер Хью Томпсон-младший (1943—2006) — пилот;
- Специалист Лоуренс Колбэрн (1949—2016) — бортовой стрелок (бортстрелок);
- Специалист Гленн Андреотта (1947—1968) — бортовой инженер (бортинженер).

Вернувшись из вылета, Томпсон доложил о происходящем своему командиру. Информация достигла командира бригады подполковника Баркера, который начал выяснять, что происходит в Сонгми, в результате чего капитан Медина отдал приказ о прекращении огня.
Рапорт Томпсона привёл к тому, что командование 23-й пехотной дивизии отменило запланированные операции группировки «Баркер» в других деревнях в этом районе и тем самым, возможно, спасло их от уничтожения. Сам Томпсон за спасение мирного населения был награждён Крестом «За выдающиеся лётные заслуги».
В США, по словам Томпсона, он подвергся преследованию: ему угрожали убийством, подбрасывали к дверям дома изувеченных животных.
Через тридцать лет после трагедии все три члена экипажа вертолёта были награждены Солдатскими медалями — высшей наградой Армии США за действия в небоевой обстановке. Андреотта — посмертно (погиб во Вьетнаме 8 апреля 1968 года).

## Число жертв
Точное число жертв гражданского населения в Сонгми неизвестно. Называются различные числа в пределах от 200 до 550 человек (в советских источниках часто упоминалось число 567 человек). Установленный в деревне мемориал перечисляет имена 504 погибших в возрасте от 1 года до 82 лет, в том числе:
- 173 ребёнка;
- 182 женщины (в том числе 17 беременных);
- 60 мужчин старше 60 лет;
- 89 мужчин младше 60 лет[19].

По официальным американским данным, число жертв составило 347 человек. Кроме того, в ходе событий 16 марта погиб один американский военнослужащий и по крайней мере два партизана НФОЮВ (их тела и оружие были обнаружены севернее деревни).

## Свидетельства очевидцев
Жительница Чыонг Тхи Лэ, которой было тогда 33 года, вспоминала: «Когда американцы пришли в деревню, они вывели нас из домов, толкали прикладами в спину, чтобы мы шли в канаву, туда, где уже стояло больше ста человек. Они поставили нас на колени и сразу начали стрелять сзади из пулемёта. Из нашей семьи в 11 человек остались в живых только я и мой младший ребёнок — я закрыла его собой. Сверху на меня упали три трупа, и только благодаря им мы выжили: они скрыли нас от американцев».
Другая жительница Ха Тхи Куй говорила: «16 марта они пришли целой толпой и сразу забрали четверых родственников и увезли к каналу. Мы умоляли их не убивать нас, оставить в живых, а они стреляли и стреляли. Они толкали нас, чтобы мы упали на колени, и начинали стрелять. Мама погибла, дети погибли. Мужа моего тогда не было, здесь вообще не было мужчин — только женщины, старики и дети. Я была при смерти, без сознания, ранена. Лежала, было холодно, очень холодно, вся голова в крови, я вся дрожала. Я понимаю — это война, но почему такая жестокая, за что убили целую деревню? Просто пришли — и всех убили. Что за люди эти американцы, которые убили матерей, детей?..»

## Причины
Участник и исследователь Вьетнамской войны Шелби Стэнтон, комментируя события в Сонгми и ложный доклад капитана Медины об уничтожении военнослужащих противника вместо мирных жителей, писал в книге «Взлёт и падение американской армии»:

Дивизия «Америкал» страдала от тяжёлых проблем с командованием и управлением, проистекавших из плохой подготовки и недостатка руководства, на уровнях от дивизии до взвода, что допускало плохое обращение с гражданскими лицами. Некоторые подразделения её 11-й лёгкой пехотной бригады были немногим лучше организованных банд головорезов, а офицеры увлекались игрой в подсчёт тел… Фактически, милайская резня отражала абсолютный террор войны на истощение, в которой военный успех из-за отсутствия рубежей на местности [то есть линии фронта] измерялся статистически, путём подсчёта трупов. Хотя подсчёты потерь являются обоснованными показателями войны, во Вьетнаме они, к сожалению, стали чем-то большим, чем мерилом для оценки поля боя. Они стали самоцелью, а не средствами определения.
Оригинальный текст (англ.)The Americal Division suffered from grave command and control problems, stemming from poor training and a lack of leadership, from division down to platoon level, which permitted civilian mistreatment. Some elements of its 11th Infantry Brigade (Light) were little better than organized bands of thugs, with the officers eager participants in the body count game… Actually, the My Lai massacre itself reflected the stark terror of a war of attrition, in which military success, for lack of terrain objectives, was measured statistically by counting corpses. While casualty counts are valid measurements of war, in Vietnam they unfortunately became more than yardsticks used to gauge the battlefield. Rather than means of determination, they became objectives in themselves.

## В культуре
В своём стихотворении «Упала слязіна» белорусский поэт Пятрусь Макаль сравнил события в Сонгми с уничтожением Хатыни.
Аднолькава мова няўмольнай бяды

Гучыць у Сангмі і ў Хатыні.